# کیش‌آسونی‌فا
کیش‌آسونی‌فا (به مجاری:  Kisasszonyfa) یک شهرداری در مجارستان است که در ناحیه شیه واقع شده‌است. کیش‌آسونی‌فا ۸٫۸۷ کیلومتر مربع مساحت و ۲۲۲ نفر جمعیت دارد.